# Zamach w Mogadiszu (9 listopada 2018)
Zamach w Mogadiszu – zamach terrorystyczny, do którego doszło 9 listopada 2018 roku w Mogadiszu, stolicy Somalii. W ataku zginęły co najmniej 53 osoby, a ponad 100 zostało rannych. Do zamachu przyznała się islamistyczna organizacja Asz-Szabab.

## Przebieg ataku
9 listopada 2018 roku przed hotelem Sahafi, mieszczącym się w Mogadiszu, doszło do eksplozji trzech samochodów pułapek. Po pierwszym wybuchu napastnicy zaatakowali budynek strzeżony przez uzbrojonych żołnierzy. Czterech bojowników usiłowało przejść przez wyrwę, jaka powstała w ścianie hotelu, lecz zostali zabici przez siły bezpieczeństwa. Gdy na miejsce przybyły służby ratunkowe doszło do czwartego wybuchu.
W ataku zginęły co najmniej 53 osoby, a ponad 100 zostało rannych. Około 20 zabitych podróżowało minibusem, który przejeżdżał w pobliżu jednego z samochodów pułapek. Niektóre ofiary zostały spalone do stopnia niepozwalającego na identyfikację. Według oficera policji, Mohameda Husseina, liczba ofiar może wzrosnąć ze względu na poważne obrażenia wielu poszkodowanych. Oprócz hotelu zostało uszkodzonych wiele okolicznych budynków.
Właścicielem hotelu był Abdifatah Abdirashid, który zginął w ataku. Prowadzenie hotelu przejął trzy lata wcześniej, po śmierci swojego ojca, Abdirashida Mohameda, który także zginął w ataku dokonanym przez Asz-Szabab. Hotel Sahafi był odwiedzany przez obcokrajowców, gdyż oferował względnie duży poziom bezpieczeństwa. W latach 90. XX wieku był jedynym miejscem, w którym zatrzymywali się zagraniczni dziennikarze.